# إيدا دارلينغ
إيدا دارلينغ (بالإنجليزية: Ida Darling)‏ هي ممثلة أمريكية، ولدت في 23 فبراير 1880 في نيويورك في الولايات المتحدة، وتوفيت في 1936 في هوليوود في الولايات المتحدة.

## وصلات خارجية
- إيدا دارلينغ على موقع IMDb (الإنجليزية)
- إيدا دارلينغ على موقع قاعدة بيانات برودواي على الإنترنت (الإنجليزية)
- إيدا دارلينغ على موقع قاعدة بيانات الفيلم (الإنجليزية)